# Kestikievari (ö i S:t Michel)
Kestikievari är en ö i Finland. Den ligger i sjön Lääminki och i kommunen Kangasniemi i den ekonomiska regionen  S:t Michel och landskapet Södra Savolax, i den södra delen av landet, 240 km norr om huvudstaden Helsingfors. Öns area är 0,1 hektar och dess största längd är 50 meter i nord-sydlig riktning.